# Michał Łabuś
Michał Łabuś (ur. 1 listopada 1885 w Cichawie, zm. 31 października 1933 w Krakowie) – major piechoty Wojska Polskiego, kawaler Orderu Virtuti Militari.

## Życiorys
Urodził się 1 listopada 1885 w rodzinie Józefa i Marii z Długoszów. W 1905 ukończył C. K. Gimnazjum św. Anny w Krakowie. Podjął studia na Wydziale Prawa i Administracji Uniwersytetu Jagiellońskiego. Działał w Drużynach Polowych Sokoła. Po wybuchu I wojny światowej wstąpił do Legionów Polskich. Służył w 2 pułku piechoty w składzie II Brygady, a później w 4 pułku piechoty w składzie III Brygady, mianowany chorążym piechoty. W szeregach Polskiego Korpusu Posiłkowego był dowódcą oddziału karabinów maszynowych na przełomie 1917/1918. W szeregach II Korpusu Polskiego w Rosji awansowany na podporucznika piechoty. Od maja 1918 był w niewoli niemieckiej.

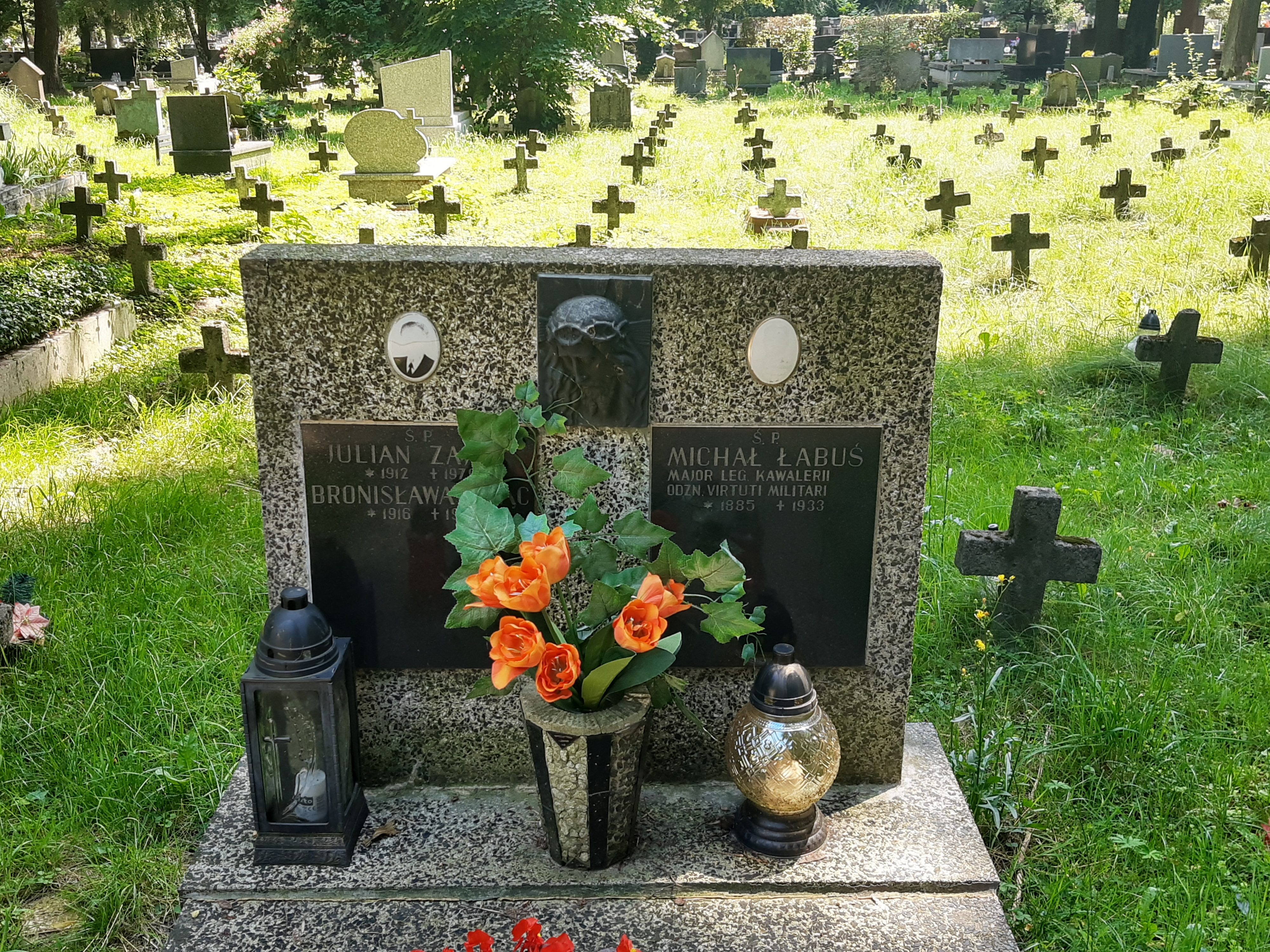
Grób mjra Michała Łabusia na cmentarzu przy Prandoty

U kresu wojny w listopadzie 1918 odzyskał wolność i wstąpił do Wojska Polskiego. Do grudnia 1918 był adiutantem w 36 pułku piechoty Legii Akademickiej, do połowy lipca 1919 adiutantem sztabowym w Dowództwie Okręgu Generalnego „Łódź”. Później pracował jako kierownik wydziału w Ministerstwie Spraw Wojskowych. Został awansowany do stopnia kapitana piechoty ze starszeństwem z dniem 1 czerwca 1919. W 1923, 1924 był przydzielony do 9 pułku piechoty Legionów w garnizonie Zamość, w tym od 10 grudnia 1922 do 30 września 1923 jako oficer nadetatowy pełnił funkcję kierownika referatu ministra spraw wojskowych. Wykładał w Oficerskiej Szkole Piechoty od października 1923 do lutego 1924. Został awansowany do stopnia majora piechoty ze starszeństwem z dniem 1 lipca 1925. Pełnił funkcję dowódcy batalionu 17 pułku piechoty w garnizonie Rzeszów od 18 listopada 1927 do 7 maja 1928. Później został przydzielony do Powiatowej Komendy Uzupełnień Rzeszów. W listopadzie tego roku został przeniesiony do Powiatowej Komendy Uzupełnień Mińsk Mazowiecki na stanowisko kierownika I referatu. W marcu 1929 został przesunięty na stanowisko pełniącego obowiązki komendanta PKU Mińsk Maz. Z dniem 30 listopada 1931 został przeniesiony w stan spoczynku.
Zmarł 31 października 1933 w Krakowie. Został pochowany na Cmentarzu Rakowickim w Krakowie (kwatera 5 WOJ, rząd zachodni I, miejsce 5).

## Ordery i odznaczenia
- Krzyż Srebrny Orderu Wojskowego Virtuti Militari nr 7007 (17 maja 1922)[11]
- Krzyż Niepodległości (9 listopada 1931)[12]
- Krzyż Kawalerski Orderu Odrodzenia Polski (2 maja 1923)[13][14][15]
- Krzyż Walecznych – czterokrotnie
- Order Palm Akademickich (Francja)
- Medal Międzyaliancki